# Металлургический завод Святого Антония (Оберхаузен)
Металлургический завод Святого Антония (нем. St.-Antony-Hütte) — бывший металлургический завод в поселке Клостерхардт (ныне входит в состав района Остерфельд города Оберхаузен) (федеральная земля Северный Рейн — Вестфалия).

## История[1]
Сталеплавильное предприятие Святого Антония было основано в 1758 году каноником церкви Святого Маврикия в Мюнстере бароном Францем Фердинандом фон Венге в Клостерхардте. Место было для завода было выбрано не случайно, а из соображений близости месторождения железной руды (глубина залегания руды не превашала 1 м, составляя в среднем 15—30 см), близость леса гарантировала достаточное количество древесного угля для доменной печи, энергия реки Эльпенбах приводила в действие воздуходувку доменной печи и кузнечный молот, сама река обеспечивала достаточное количество воды для промывки руды. Активное противодействие строительству завода оказывала тогдашняя аббатиса монастыря Штеркраде Мария София фон Вреде. Её аргументация заключалась в том, что завод приведёт к загрязнению реки Эльпенбах и её воды станут непригодными не только для выпечки хлеба, но даже к рыболовству и стирке. Суд города Дорстен запрещает строительство завода. Разрешение на строительство было получено у ]Кёльнского архиепископа Клеменса-Августа, так как местность Клостерхардт принадлежала Кёльнскому архиепископству. Так как это было первое металлургическое предприятие в Рурском регионе, то завод Святого Антония принято считать «колыбелью индустрии Рура».
18 октября 1758 года была запущена первая 9-метровая доменная печь, построенная бельгийскими мастерами. Одновременно с доменной печью были запущены литейный и формовочный цеха. На первые три года предприятие было освобождено от уплаты налогов, в последующем завод должен был отчислять Кёльнскому архиепископству ежегодно 20 рейхсталеров. Местные крестьяне крайне недоброжелательно отнеслись к рабочим завода, отказываясь предоставлять им еду и постой. После первых особо трудных лет ситуация, наконец, стабилизировалась. Количество сотрудников завода колебалось от 20 до 80. В среднем в год выплавлялось до 300 тонн стали. Сооруженная в 1766 году кузница позволяет заняться ружейным производством. В 1767 году начинает функционировать вторая доменная печь.
В 1771 году предпринимаются безуспешные попытки перейти с древесного угля на каменный. В те годы кокс ещё был неизвестен.
Франц Фердинанд фон Венге умирает 5 сентября 1788 году в возрасте 81 года. Его наследниками являются внуки его сестры Иоханны Робертины фон Гёфел. Они желают продать завод, но найти покупателей оказывается непросто. Только третья по счету газетная реклама в сентябре 1791 года приносит результат. Эбергарт Пфандхефер проявляет интерес к приобретению завода, однако, переговоры идут тяжело и в июле 1793 года терпят неудачу в связи с тем, что Пфандхефер не смог найти требуемые для задатка 1000 рейхсталеров. Тем временем интерес к покупке проявляет последняя эссенская аббатиса Мария Кунигунда Саксонская. Акт покупки завода за 6000 рейхсталеров был заверен 28 июля 1793 года. Судя по всему в это время завод не функционировал.
Эбергарт Пфандхефер чувствует себя обманутым и возбуждает судебный иск, требуя признать акт продажи недействительным. Он не может предъявить никаких документов, но имеет несколько свидетелей, которые подтверждают факт договоренности о продаже завода Пфандхеферу. В конечном итоге истец довольствуется тем, что арендует завод на 6 лет. Но уже в январе 1798 года Пфандхефер окончательно покидает завод, так как не имеет возможности оплачивать арендную плату.
В 1797 году Мария Кунигунда назначает управляющим заводом Готтлоба Якоби. 19 июня 1800 Якоби сочетается браком с Иоганной Софи Ганиль — сестрой рурских предпринимателей Франца и Герхарда Ганилей. Завод в лице братьев Ганилей получает крупного заказчика на сбыт своей продукции.
10 мая 1805 года братья Ганиль за 23 800 рейхсталеров выкупают завод у Марии Кунигунды. В 1808 году завод святого Антония входит в состав добывающей компании «Gutehoffnungshütte AG». Готтлоб Якоби назначается директором завода с годовой зарплатой 600 рейхсталеров и правом на бесплатное жилье, медицинское и почтовое обслуживание. В это время завод уже не может обходиться исключительно местной рудой и вынужден закупать её. В конечном счете из-за сильно возросших расходов на руду и древесный уголь в 1820 году завод был закрыт. На территории завода открывается бумажная фабрика. Из-за высокой себестоимости производства в 1826 году бумажная фабрика была закрыта.
В 1826—1827 годах была сооружена новая доменная печь и завод Святого Антония вновь начинает выпускать продукцию. В 30-е годы XIX века завод пережил период наивысшего подъёма производства. Главным источником дохода становится производство боеприпасов для нужд прусской армии. Но в 1842 году доменное производство в связи нерентабельностью устаревших технологий было остановлено. Литейный цех работал до 1877 года, после чего все производство на заводе Святого Антония было прекращено. Производственные здания позднее были снесены.

## Завод святого Антония сегодня
В настоящее время от всех сооружений завода Святого Антония сохранился только дом Готтлоба Якоби. В этом же здании располагалась заводская контора. В мае 2008 года в этом здании был открыт филиал Индустриального музея Рейнского региона.
В 2006 году были начаты раскопки вдоль улицы Antoniestraße, в результате которых были обнаружены фундаменты бывших производственных сооружений завода Святого Антония. В 2008 году к 250-й годовщине основания завода раскопки были завершены. В 2010 году место раскопок было накрыто куполом из нержавеющей стали. Размеры купола составляют 42×25 м, его вес превышает 60 тонн. Проект купола был разработан эссенскими архитекторами Франком Албрехтом и Германом Шайдтом. Затраты на сооружение купола составили 1,2 млн евро.
Металлургический завод Святого Антония является тематическим пунктом регионального проекта «Путь индустриальной культуры» Рурского региона.